# Jean-François Kervéan
Œuvres principales
- La Folie du moment (1994)
- L'Ode à la reine (1996)

Jean François Kervéan, né en 1962 à Paris, est un écrivain, journaliste, critique littéraire et chroniqueur français, notamment connu en tant que prête-plume.

## Biographie
Jean François Kervéan fait son entrée en littérature dans les années 1990 en publiant plusieurs romans. Il obtient le prix du premier roman 1994 et le prix Renaudot des lycéens 1996.
Par la suite il devient le biographe et prète-plume de Loana, Michel Drucker et Hervé Vilard. Avec la cinéaste Catherine Breillat, il cosigne Abus de faiblesse.
Il a été journaliste à, entre autres, Globe, L'Evénement, Gala et VSD.
De 2002 et 2003, il est critique littéraire dans Field dans ta chambre, magazine littéraire diffusé sur Paris Première.
Entre 2004 et 2006, il est chroniqueur people et culture sur Canal+ dans l'émission Nous ne sommes pas des anges, présentée par Maïtena Biraben.
En 2007, il est chroniqueur dans l'émission télévisée Les Agités du bocal.
À partir de la rentrée 2010, il participe à l'émission Ça balance à Paris sur Paris Première en tant que critique littéraire.

## Prix
- Prix du premier roman 1994 pour La Folie du moment.
- Prix Renaudot des lycéens 1996 pour L'Ode à la reine[3].
- Prix Albert Bichot 2015 pour Animarex

## Œuvres

### En tant qu'auteur
- La Folie du moment, 1994.
- L'Ode à la reine, 1996.
- Vingt fois toi et moi, 1999.
- Une saison chez Mickey, 2008.
- Animarex, 2015.
- La Naissance du sentiment, 2017
- Barbara la vraie vie 1930-1997-2017, 2017

### En tant que coauteur
- Avec Loana, Elle m'appelait... miette, Paris, Hachette, 2002, 248 p.  (ISBN 978-2253152064).
- Avec Hervé Vilard, L'Âme seule, 2006
- Avec Michel Drucker, Mais qu'est ce qu'on va faire de toi, 2007
- Avec Hervé Vilard, Le Bal des papillons, 2007
- Avec Catherine Breillat, Abus de faiblesse, 2009
- Avec Michel Drucker, Rappelle-moi, 2010
- Avec Michel Drucker, De la lumière à l'oubli, 2013
- Avec Hubert Boukobza, Dix mille et une nuits, 2014
- Avec Michel Drucker, Une année pas comme les autres, 2015
- Avec Nabilla Benattia, Trop vite, 2016[4]
- Avec Camille Lacourt, Cinquante nuances de bleu, Neuilly-sur-Seine, Michel Lafon, 2019, 335 p. (ISBN 978-2-7499-3853-0).
- Avec Baptiste Giabiconi, Karl et moi, Paris, Robert Laffont, 2020, 240 p.  (ISBN 978-2221246894).